# 韦赞德莱韦祖
韦赞德莱韦祖（法語：Vézins-de-Lévézou，法語發音：[vezɛ̃ də levezu]）是法国阿韦龙省的一个市镇，属于米约区。

## 地理
韦赞德莱韦祖（44°16'45"N, 2°57'10"E）面积78.96 平方千米，位于法国奧克西塔尼大區阿韦龙省，该省份为法国南部内陆省份，位于法國中央高原南部，北起顺时针与康塔爾省、洛泽尔省、加尔省、埃罗省、塔恩省、塔恩-加龙省和洛特省接壤。
与韦赞德莱韦祖接壤的市镇（或旧市镇、城区）包括：圣洛朗德莱韦祖、圣莱翁、塞居尔、韦里耶尔、屈朗、阿韦龙河畔塞韦拉克、阿韦龙省加亚克。

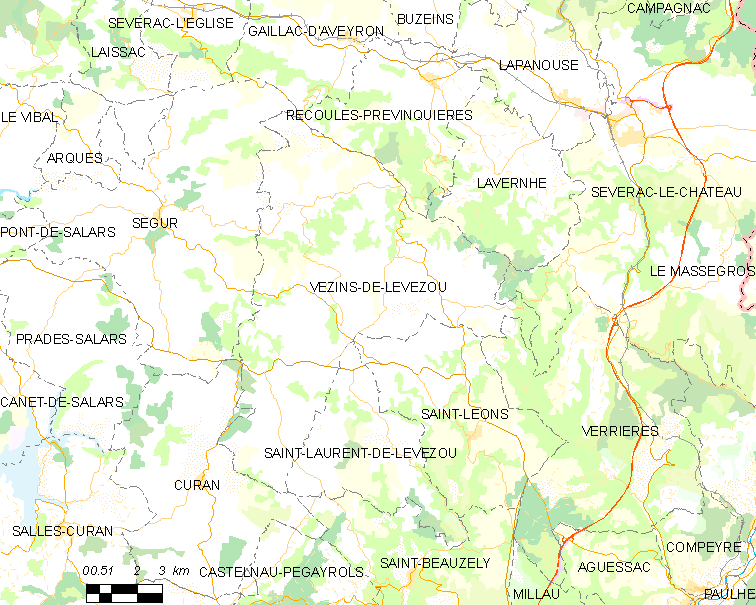
韦赞德莱韦祖的OSM定位图

韦赞德莱韦祖的时区为UTC+01:00、UTC+02:00（夏令时）。

## 行政
韦赞德莱韦祖的邮政编码为12780，INSEE市镇编码为12294。

## 政治
韦赞德莱韦祖所属的省级选区为拉斯普-莱韦祖县。

## 人口

1962-2008年间韦赞德莱韦祖人口变化图示

韦赞德莱韦祖于2022年1月1日时的人口数量为650人。